# The Dam Busters (jeu vidéo)
The Dam Busters est un simulateur de vol de combat dont l'action se situe durant la Seconde Guerre mondiale, publié par US Gold en 1984. Il s'inspire vaguement de l'opération Chastise et du film Les Briseurs de barrages sorti en 1955. Le jeu sort en 1984 pour ColecoVision et Commodore 64 ; en 1985 pour Apple II, DOS, MSX et ZX Spectrum ; puis en 1986 pour l'Amstrad CPC et le NEC PC-9801.

## Trame

### Histoire
L'action du jeu se situe durant la Seconde Guerre mondiale et trouve notamment son inspiration dans l'opération Chastise et le film Les Briseurs de barrages. Le joueur est placé aux commandes d'un bombardier Avro Lancaster de la Royal Air Force Bomber Command, modifié et équipé de bombes rebondissantes (les « Dam Busters »). Son objectif est de détruire vingt huit barrages de la vallée du Rhin et de ses affluents pour déstabiliser moralement et économiquement le troisième Reich.

### Personnages
Le bombardier nécessite un équipage de sept personnes : le pilote, les mitrailleurs avant et arrière, le bombardier, le navigateur, l'ingénieur et le squadron leader. Au cours de chacune de ses missions, le joueur est amené à occuper chacun de ces postes.

## Système de jeu
Le joueur choisit parmi trois missions nocturnes différentes de difficulté croissante. Dans les trois cas, l’objectif est de réussir à bombarder un barrage. La première est une mission d'entraînement au cours de laquelle le joueur peut s'approcher d'un barrage et le bombarder sans rencontrer aucun obstacle. Les deux autres missions mettent en scène divers ennemis à vaincre et le vol démarre soit depuis les côtes françaises, soit depuis un aérodrome britannique.
Pendant le vol, le joueur contrôle tous les aspects du bombardier depuis l'un des sept postes d'équipage : Pilote, Mitrailleur avant, Mitrailleur de queue, Bombardier, Navigateur, Ingénieur et Squadron leader. Laisser l'un de ces postes sans surveillance durant un événement peut entraîner la mort de son occupant, ce qui rend le poste inutilisable lors des rencontres suivantes. Le joueur doit échapper à ses ennemis, planifier son approche et définir toutes les variables (vitesse, hauteur, timing, etc.) pour exécuter un bombardement réussi. Il est parfois nécessaire de faire face à des urgences, comme des incendies de moteur.
Durant son trajet vers sa cible, le joueur doit faire face à des attaques d'avions ennemis, des barrages de ballons, des tirs de flak et des projecteurs ennemis. Durant ces événements le bord de l'écran clignote, et il lui est indiqué la touche à presser pour rejoindre le poste qui a besoin d'aide. Par exemple, lorsqu'il survole des projecteurs ennemis, le joueur doit occuper un poste de mitrailleur pour faire s'éteindre les lumières au sol. S'il ne le fait pas, il peut s'attendre à ce que la DCA et les avions ennemis commencent à endommager le bombardier.
Lorsque le joueur entame la course finale vers sa cible, des viseurs de bombardement customisés, rendus célèbres par l'histoire, apparaissent à l'écran. Lorsque le joueur enclenche le largage de la bombe, une animation se déclenche qui met en scène la bombe rebondissant le long du lac et frappant (ou non) le barrage cible.

## Accueil

### Accueil aux Etats-Unis
Aux Etats-Unis, l'accueil du jeu est mitigé. Le magazine américain d'informatique Info attribue à The Dam Busters sur Commodore 64 la note de 3+ sur 5 étoiles, déclarant : 

« Il n'a pas la profondeur et la diversité d'un jeu comme Silent Service mais bénéficie de graphismes et de fonctionnalités de jeu meilleurs que la moyenne. »

Le magazine Computer Gaming World ne lui attribue qu'une note de 2 sur 5 dans le cadre d'une synthèse sur les simulations de la Seconde Guerre mondiale, en déclarant : 

« Les graphismes et la «sensation» de ce produit en font trop un jeu et pas assez une simulation. »

### Accueil en France
En revanche, le jeu bénéficie d'un très bon accueil en France. Il est "Logiciel de la semaine" dans Hebdogiciel de juin 1985 qui souligne : 

« La qualité graphique supérieure de ce logiciel autorise un plaisir comme on en éprouve rarement à l'utilisation d'un simulateur de vol. »

 Il obtient 6 étoiles pour l'intérêt et 5 étoiles pour le graphisme dans Tilt de septembre 1985 puis obtient un Tilt d'or la même année,.

### Distinctions
- Tilt d'or 1985 dans la catégorie simulation guerrière[5].